# Isoseiste
Isoseisten sind Isolinien, die Orte gleicher (ganzzahliger) Intensitäten (Isoseisten-Intensität IS) eines Erdbebens verbinden. 
Die Intensität eines Erdbebens wird nach einer Intensitätsskala wie der Mercalli-Skala, der MSK-Skala oder der EMS-98 bestimmt und in der Regel durch Fragebogenerhebungen ermittelt. Die Intensität basiert dabei auf dem subjektiven Empfinden hörbarer und fühlbarer Effekte und der subjektiven Einordnung von Schadensauswirkungen, die ein Beben an einem bestimmten Standort verursacht. Da die Auswirkungen der Erschütterungen mit der Entfernung vom Epizentrum abnehmen und überdies von zahlreichen weiteren Faktoren wie z. B. des Herdvorgangs oder der Beschaffenheit des Untergrundes abhängen, handelt es sich bei der Intensität um eine ortsabhängige Größe. Sie ist nicht mit der Magnitude eines Erdbebens zu verwechseln.

Isoseismische Karte des Bebens von Illinois 1968

Die ermittelte räumliche Verteilung der Intensitäten wird in einer sogenannten Isoseistenkarte dargestellt. Die Isoseisten stellen sich praktisch immer als geschlossene Linienzüge um das Epizentrum herum dar, die aus den angegebenen lokalen Intensitäten interpoliert werden. Die Form der Linienzüge hängt dabei insbesondere von der Abstrahlcharakteristik der freigesetzten seismischen Energie und der Bodenbeschaffenheit (Übertragung der seismischen Wellen) ab, wird zusätzlich aber auch von Faktoren wie der Bevölkerungsdichte[Beleg?] und der generellen Bodenunruhe beeinflusst.
Da die verwendeten Skalen nur ganzzahlige Werte kennen, gibt die innerste der Isoseisten zugleich auch die Maximalintensität I0 (Epizentralintensität) an. Die Isoseistenkarte ermöglicht nicht nur den Rückschluss auf die Lage des Epizentrums, sondern liefert über den Abstand der Isoseisten zueinander auch Anhaltspunkte zur Tiefe des Hypozentrums und erlaubt im Rahmen der Genauigkeit der subjektiven Angaben auch Aussagen zur Wellenausbreitung und zum Bezug zu geologischen Strukturen.